# ولی‌خان‌لی (زرداب)
ولی‌خان‌لی (به لاتین: Vəlixanlı) یک منطقه مسکونی در جمهوری آذربایجان است که در شهرستان زرداب واقع شده‌است.